# Нантікок (Пенсільванія)
Нантікок (англ. Nanticoke) — місто (англ. city) в США, в окрузі Лузерн штату Пенсільванія. Населення — 10 628 осіб (2020).

## Географія
Нантікок розташований за координатами 41°12′2″ пн. ш. 75°59′59″ зх. д. / 41.20056° пн. ш. 75.99972° зх. д. (41.200466, -75.999704). За даними Бюро перепису населення США в 2010 році місто мало площу 9,18 км², з яких 8,95 км² — суходіл та 0,23 км² — водойми.

## Демографія
Згідно з переписом 2010 року, у місті мешкало 10 465 осіб у 4693 домогосподарствах у складі 2689 родин. Густота населення становила 1140 осіб/км². Було 5359 помешкань (584/км²).
Расовий склад населення:
| - 95,9 % — білих - 1,6 % — чорних або афроамериканців - 0,4 % — азіатів - 0,1 % — корінних американців |

До двох чи більше рас належало 1,3 %. Частка іспаномовних становила 2,6 % від усіх жителів.
За віковим діапазоном населення розподілялося таким чином: 19,1 % — особи молодші 18 років, 60,6 % — особи у віці 18—64 років, 20,3 % — особи у віці 65 років та старші. Медіана віку мешканця становила 42,6 року. На 100 осіб жіночої статі у місті припадало 91,5 чоловіків; на 100 жінок у віці від 18 років та старших — 88,5 чоловіків також старших 18 років.
Середній дохід на одне домашнє господарство становив 45 530 доларів США (медіана — 35 481), а середній дохід на одну сім'ю — 51 603 долари (медіана — 43 212). Медіана доходів становила 35 359 доларів для чоловіків та 31 700 доларів для жінок. За межею бідності перебувало 23,8 % осіб, у тому числі 47,8 % дітей у віці до 18 років та 13,4 % осіб у віці 65 років та старших.
Цивільне працевлаштоване населення становило 4567 осіб. Основні галузі зайнятості: освіта, охорона здоров'я та соціальна допомога — 23,9 %, роздрібна торгівля — 18,6 %, мистецтво, розваги та відпочинок — 9,5 %, виробництво — 9,3 %.

## Персоналії
- Нік Адамс (1931—1968) — американський актор українського походження.